# 霍珀鎮區 (阿肯色州蒙哥馬利縣)
霍珀鎮區（英語：Hopper Township）是位於美國阿肯色州蒙哥馬利縣的一個行政鎮區。

## 地方資料
霍珀鎮區的面積為224.15平方千米，當中陸地面積為223.57平方千米，而水域面積為0.58平方千米。根據2010年美國人口普查的數據，當地共有人口290人，而人口密度為每平方千米1.29人。